# A912 road
Die A912 road ist eine A-Straße in den schottischen Council Areas Perth and Kinross und Fife.

## Verlauf
Am Nordrand von Perth zweigt die A912 an einem Kreisverkehr von der A9 ab. Von dort führt sie nach Südosten und bildet damit die Haupteinfallstraße Perths für den Verkehr aus Norden. Nach rund zwei Kilometern mündet die aus Oban kommende A85 ein und die A912 wird zusammen mit dieser und später zusätzlich mit der A989 durch das Zentrum von Perth geführt. Perth in südlicher Richtung verlassend unterquert die A912 die M90 und erreicht dann den Weiler Craigend.
Nach Südosten abknickend quert die Straße den Earn, bildet die Hauptverkehrsstraße von Bridge of Earn und quert anschließend ein zweites Mal die M90. Bei Aberargie mündet die aus Cupar kommende A913 ein. Die A912 folgt dann für drei Kilometer dem Lauf des Farg, den sie einmal quert. Sie erreicht die Council Area Fife und mündet in Gateside in die A91 ein. Für rund 3,5 Kilometer führt sie zusammen mit dieser in nordöstlicher Richtung und zweigt dann in Strathmiglo nach Südosten ab. Südlich der Ortschaft quert sie den Eden, bildet die Hauptverkehrsstraße von Falkland und endet schließlich mit ihrer Einmündung in einen Kreisverkehr entlang der A92 bei Muirhead, an welchem auch die A914 endet. Ihre Gesamtlänge beträgt 34,9 Kilometer.